# محمد مضیحکی
محمد مضیحکی (عربی: محمد أحمد المضيحكي؛ زادهٔ ۱ ژوئن ۱۹۷۴) شطرنج‌باز اهل قطر است. او نخستین شطرنج‌باز قطر بود که عنوان «استاد بزرگ» را کسب کرد و بالاترین ریتینگ الو این کشور را دارد. او جایزهٔ «بازیکن قرن کشورهای عربی» را به خود اختصاص داد. مضیحکی در نه المپیاد شطرنج در سال‌های ۱۹۸۸، ۱۹۹۰، ۱۹۹۲، ۱۹۹۴، ۱۹۹۶، ۱۹۹۸، ۲۰۰۰، ۲۰۰۲ و ۲۰۰۶ حضور داشته‌است و با رکورد مجموع ‎(+۶۰،=۲۸،-۲۱)‎ در سی‌ودومین المپاد شطرنج در سال ۱۹۹۶ میلادی مدال طلا را برای عملکرد فردی خود کسب کرد.
در سال ۲۰۰۱ میلادی، او با ژو چن، استادبزرگ شطرنج ازدواج کرد. هم‌اکنون همسرش نیز برای قطر بازی می‌کند.
در اکتبر ۲۰۰۳، او بالاترین ریتینگ خود را با ۲۵۸۸ در فیده به دست آورد.